# Guatteria ramiflora
Guatteria ramiflora este o specie de plante angiosperme din genul Guatteria, familia Annonaceae. A fost descrisă pentru prima dată de D. R. Simpson, și a primit numele actual de la Erkens och Paulus Johannes Maria Maas. Conform Catalogue of Life specia Guatteria ramiflora nu are subspecii cunoscute.